# Aleptinoides ochrea
Aleptinoides ochrea är en fjärilsart som beskrevs av Barnes och Mcdunnough 1912. Aleptinoides ochrea ingår i släktet Aleptinoides och familjen nattflyn. Inga underarter finns listade i Catalogue of Life.